# Ян-Ерик Лундквист
Ян-Ерик Лундквист (на шведски: Jan-Erik Lundqvist) е шведски тенисист.

## Биография
Ян-Ерик Лундквист е роден на 14 април 1937 г. в Стокхолм, Швеция.

## Кариера
Ян-Ерик Лундквист е най-добрият тенисист на Швеция през 60-те години на XX век.
През кариерата си печели най-малко 35 международни титли.
За Купа Дейвис изиграва 91 мача от 1957 до 1970 г., Лундквист е най-успешният играч за Купа Дейвис на Швеция със своите 47 победи.
В турнирите от Голямия шлем Лундквист достига два пъти до полуфинал на Откритото първенство на Франция, през 1961 и 1964. И двата пъти губи от италианеца Никола Пиетранджели.
Лундквист е класиран сред 10-те най-добри тенисисти аматьори в света през по-голямата част от 60-те години, достигайки до номер 3 в света през 1964 г. (класацията е направена от водещия тенис журналист Ланс Тингай в „Дейли Телеграф“).
Лундквист отказва професионални оферти от Джак Креймър през 1960 и 1965 г.

## Кариерна статистика

### Финали на сингъл (35 титли; 46 финала)
- Списъкът е непълен

|        | П–З | Година | Турнир              | Клас | Настилка   | Опонент             | Резултат                |
| ------ | --- | ------ | ------------------- | ---- | ---------- | ------------------- | ----------------------- |
| Загуба |     | 1959   | Суис Оупън          |      | Клей       | Луис Аяла           | 1–6, 2–6, 1–6           |
| Загуба |     | 1960   | Баварски шампионат  |      | Клей       | Дон Кенди           | 7–5, 3–6, 0–6, 6–3, 2–6 |
| Загуба |     | 1960   | Германия Оупън      |      | Клей       | Никола Пиетранджели | 3–6, 6–2, 4–6, 6–2      |
| Загуба |     | 1962   | Щутгарт Оупън       |      | Клей       | Улф Шмид            | 4–6, 5–7                |
| Победа |     | 1962   | Аржентина Оупън     |      | Клей       | Патрисио Родригес   | 6–2, 4–6, 5–7, 6–2, 3–6 |
| Загуба |     | 1962   | Швеция Оупън        |      | Клей       | Мануел Сантана      | 6–4, 7–5, 4–6, 5–7, 3–6 |
| Победа |     | 1962   | Пасифик Коуст       |      | Твърда (з) | Денис Ралстън       | 3–6, 6–1, 6–3, 6–4      |
| Победа |     | 1963   | Швеция Оупън        |      | Клей       | Боро Йованович      | 6–4, 7–5, 6–4           |
| Загуба |     | 1963   | Монте Карло Мастърс |      | Клей       | Пиер Дармон         | 2–6, 6–2, 1–6, 7–5, 4–6 |
| Загуба |     | 1964   | Монте Карло Мастърс |      | Клей       | Мартин Мълиган      | 4–6, 4–6                |
| Победа |     | 1965   | Ю Ес Индор          |      | Твърда (з) | Денис Ралстън       |                         |